# Tettigoniella nigrinervis
Tettigoniella nigrinervis är en insektsart som beskrevs av Carl Stål 1866. Tettigoniella nigrinervis ingår i släktet Tettigoniella och familjen dvärgstritar. Inga underarter finns listade i Catalogue of Life.